# شهرستان تیپا (میسیسیپی)
شهرستان تیپا در شمال ایالت میسیسیپی، واقع در ایالات متحده آمریکا می‌باشد. جمعیّت این شهرستان ۲۲٬۲۳۲ نفر (سال ۲۰۱۰) و وسعت آن ۱٬۱۹۱ کیلومتر مربع است. مرکز این شهرستان شهر ریپلی می‌باشد.